# Betamax

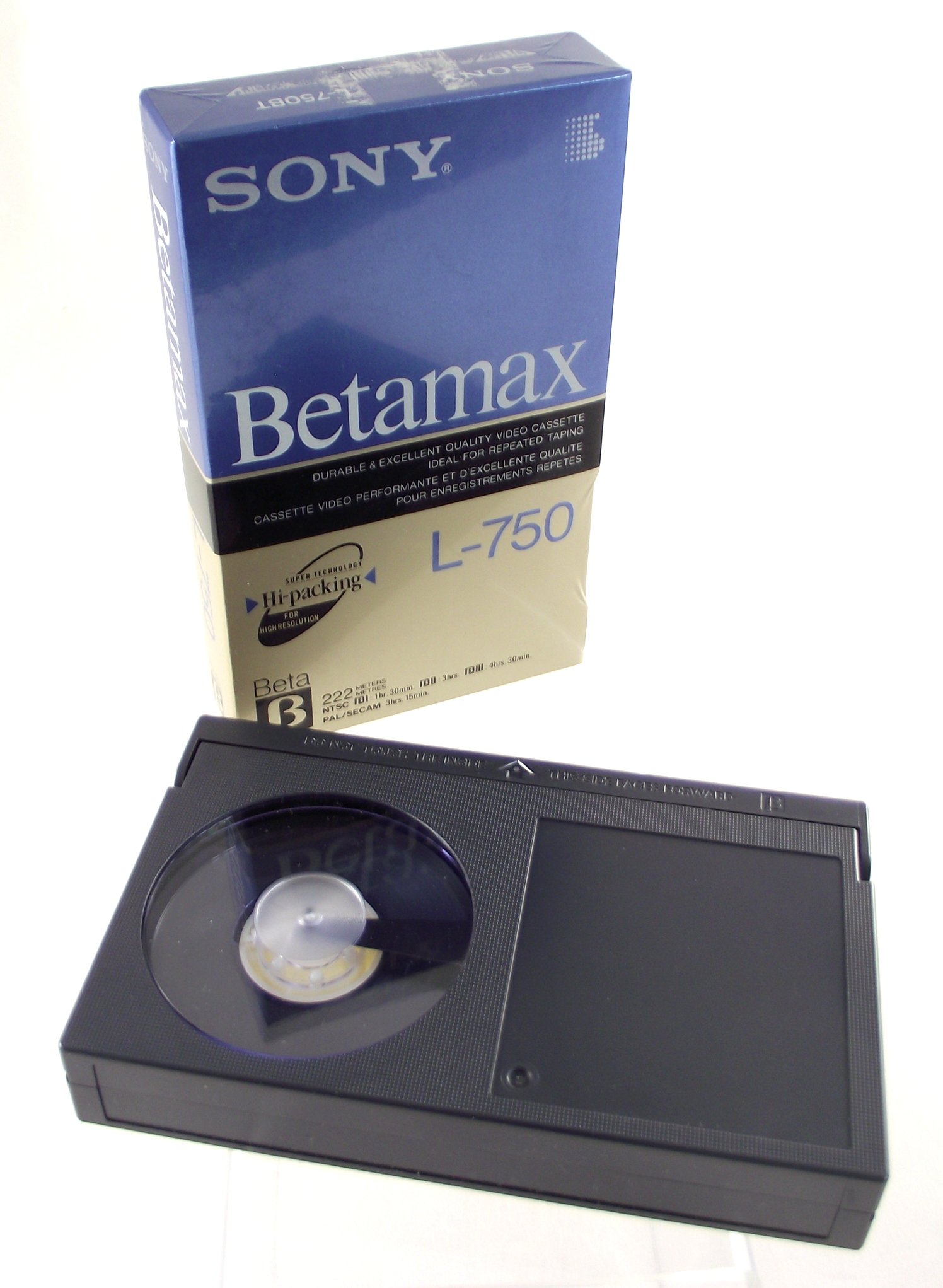
BETAMAX кассета

## Betamax
Betamax — це касетний відеоформат для запису та відтворення відео, розроблений японською компанією Sony у середині 1970-х років. Він став одним із перших форматів для домашнього відеозапису, але згодом поступився конкурентному формату VHS.

### Історія
Формат Betamax був представлений у 1975 році. На той час можливість самостійного запису телепередач на відеокасету була справжнім технічним проривом. Перші моделі дозволяли записувати до однієї години відео, що обмежувало зручність використання.
У відповідь на появу Betamax, компанія JVC випустила формат VHS, який мав довший час запису та широку підтримку з боку інших виробників. Це стало вирішальним у конкуренції двох стандартів. Попри те, що Betamax забезпечував вищу якість зображення, він поступово втрачав частку ринку.

### Особливості формату
- Ширина стрічки: 12,65 мм
- Режими запису: Beta I, Beta II, Beta III
- Максимальний час запису: до 5 годин (у пізніших версіях)
- Якість зображення: вища порівняно з VHS
- Компактний розмір касети

Згодом формат отримав підтримку стереозвуку та Hi-Fi, однак це вже не вплинуло суттєво на його популярність.

### Професійне застосування
Попри втрату позицій на споживчому ринку, технологія Betamax стала основою для професійного формату Betacam, який широко використовувався в телевізійному виробництві в 1980–1990-х роках.

### Завершення виробництва
Виробництво відеомагнітофонів Betamax було припинено на початку 2000-х років. Касети випускалися до 2016 року. Сьогодні формат має історичне значення як перший великий стандарт домашнього відеозапису.

## Зовнішні посилання
- Sony Global (офіційний сайт компанії Sony)